# Історія шоколаду

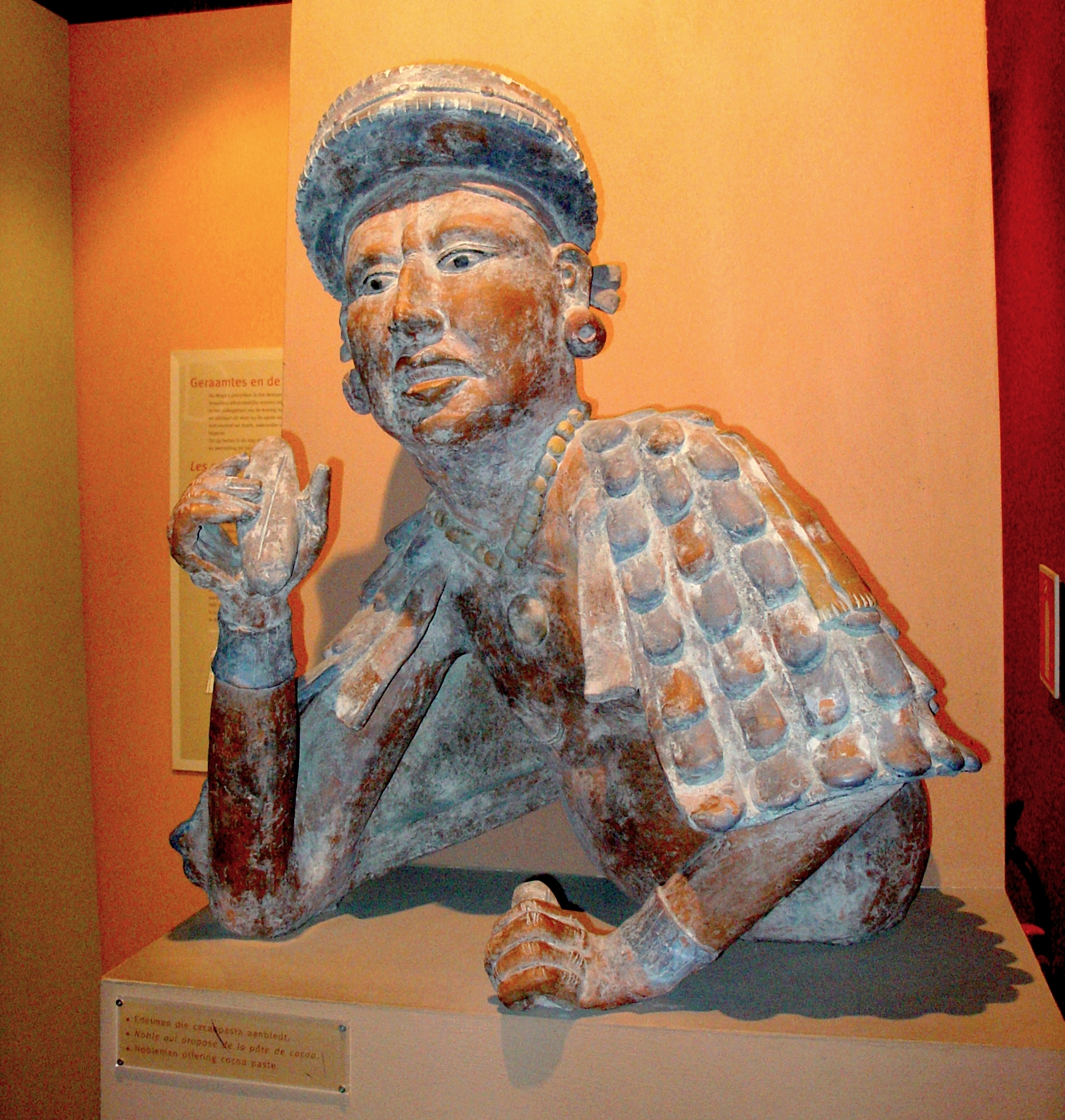
Вождь індіанців майя з плодом какао

Під терміном «шоколад» у різні історичні періоди розуміли зовсім різні продукти на основі какао-бобів :
- До початку XVII століття шоколадом називався холодний терпкий напій з гіркуватим смаком, що отримується з розтертих бобів какао.
- У XVII–XVIII століттях заможними європейцями вживався гарячий шоколад — солодкий напій, найчастіше з додаванням молока та спецій.
- Починаючи з другої третини XIX століття шоколадом називається не напій, а твердий продукт на основі какао-олії — плитковий шоколад.

## Гіркий питний шоколад

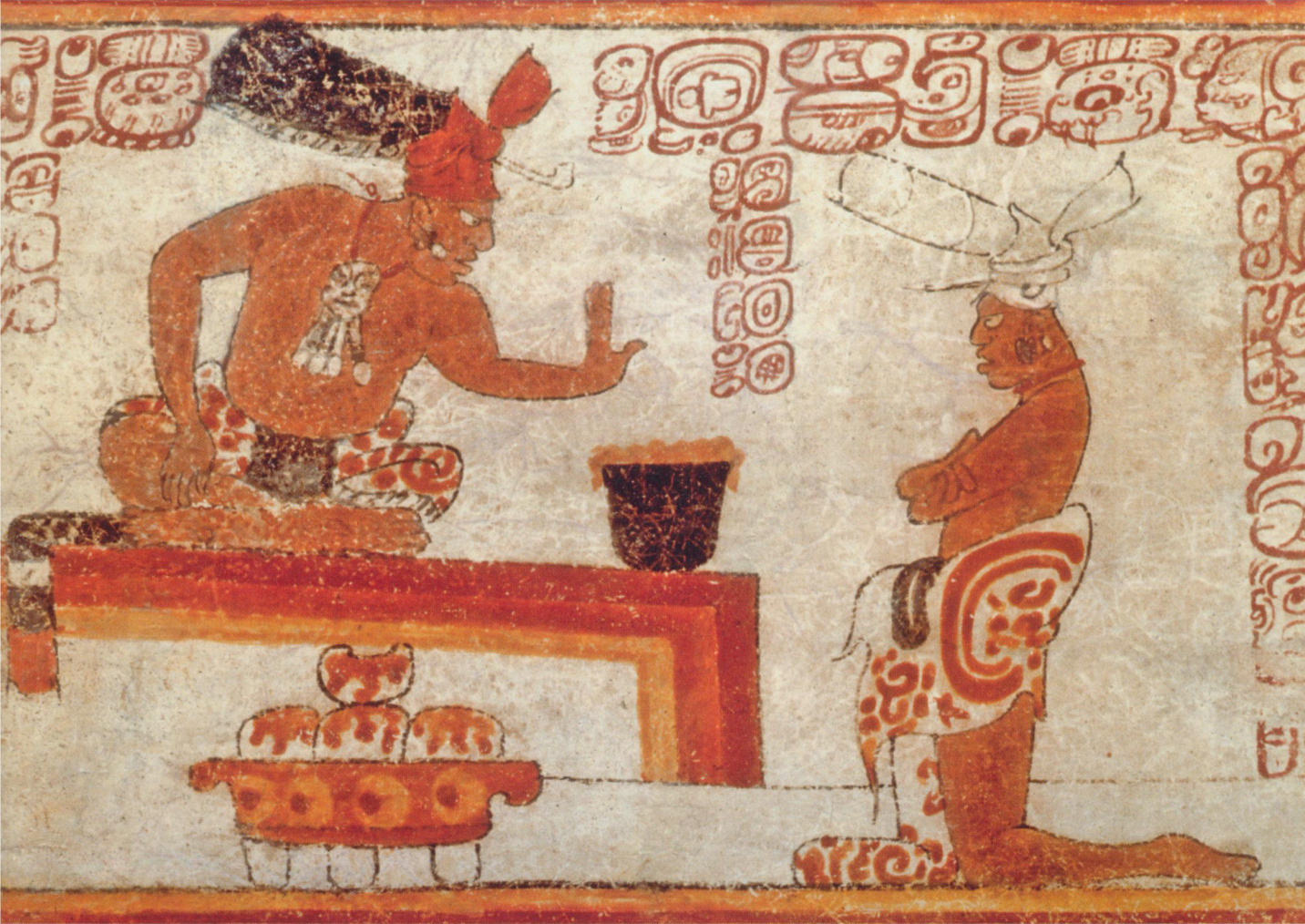
Жрець майя забороняє простолюдину торкатися напою з какао

У тропічній Америці доколумбових часів з бобів какао виготовлялися холодні, часто не підсолоджені напої, які мали мало спільного з сучасними. Какао-боби розтирали в пасту разом із зернами маїсу та гострим перцем, потім цю пасту збивали разом із водою. Перед вживанням напій переливали з посудини в посудину до появи піни, що високо цінувалася. Напій, що перебродив, не давали жінкам і дітям. Його пили лише чоловіки знатного походження, воїни, шамани та призначені для жертвоприношень люди.
У 1519 році на узбережжі Мексики висадився іспанський генерал Ернан Кортес. На прийомі, влаштованому на честь гостей, вождь ацтеків Монтесума II пригощав іспанців збитим густим напоєм з какао-бобів з ваніллю, пекучим перцем і спеціями, який подавали в чашах з чистого золота. Цей напій ацтеки називали «шоколатль» (гірка вода). Від цього (ніде не зафіксованого) ацтекського x ocolatl і походить слово chocolate — «шоколад». Шоколатль індіанці пили холодним.
У 1527 році Кортес, що повернувся на батьківщину, привіз із собою не тільки боби какао, а й спосіб приготування чоколатля. В Іспанії напій гідно оцінили. Почалися регулярні поставки какао з Нової Іспанії . Приготуванням напою займалися не тільки благородні ідальго, а й монахи-єзуїти. Поступово вони стали додавати до тертих какао-бобів мед (замінював на той час цукор), прибрали з рецептури перець чилі, а потім для приємного запаху стали додавати ваніль. Деякі гурмани віддавали перевагу шоколаду з розмеленими лісовими горіхами і флердоранжем, а черниці мексиканського міста Оахака розробили оригінальний рецепт шоколаду з анісом і корицею. Для кращої розчинності іспанці напій нагрівали, і виявилося, що у гарячому вигляді він смачніший.

## Солодкий питний шоколад

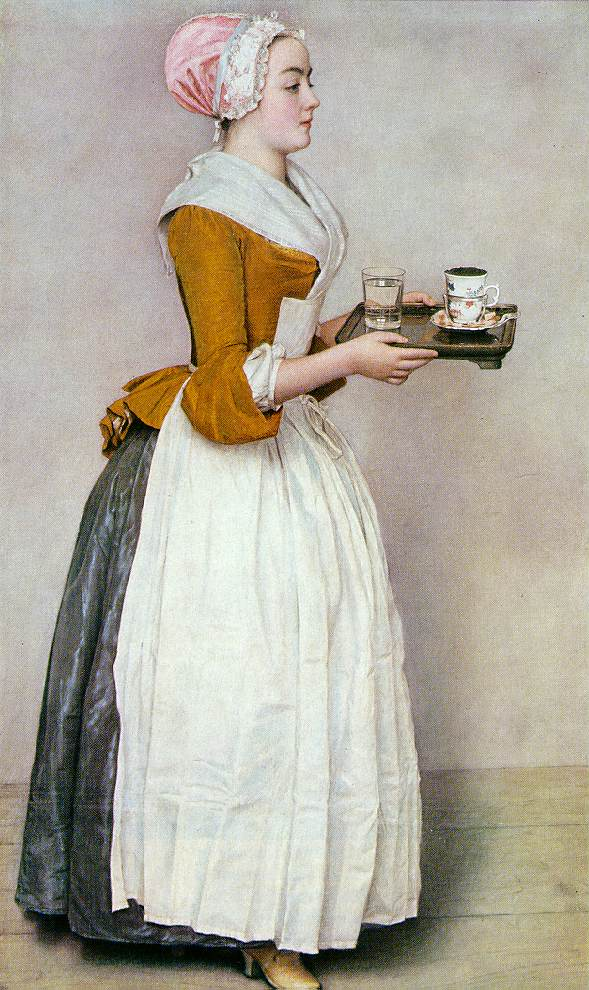
Ж. Е. Ліотар. «Шоколадниця» (1745)

Хоча савойський герцог Еммануїл Філіберт ще в 1557 році дивував своїх придворних екзотичним напоєм, широку популярність в Італії він отримав лише через півстоліття. В 1606 флорентієць Франческо Карлетті в описі своєї навколосвітньої подорожі опублікував рецепт цього солодкого і дуже густого напою. Італійці високо оцінили споживчі властивості продукту та першими налагодили масове шоколадне виробництво, заповнивши вільну нішу гарячого тонізуючого напою. Кави тоді в Європі практично не знали, а чай, що привозився з Китаю, вважався східною дивиною, навіть ще дорожчою, ніж какао.
Шоколадні кафе стали відкриватися у великих італійських містах, насамперед у Венеції, звідки новинка була привезена до Німеччини, Австрії та Швейцарії. Московський мандрівник XVII століття, описуючи площу Святого Марка, згадує серед інших солодощів і «чекулати», тобто шоколад: «при тих будинках пороблені лавки неабиякі, в яких продають візерунковий цукор та інші конфекти та напої: чекулати, кафи, лимонади та інші всякі, тому подібні».
Після того, як дочка іспанського короля Ганна Австрійська вийшла заміж за французького короля Людовіка XIII, про гарячий шоколад стало відомо французам. Він був улюблений при дворі короля Людовіка XIV. У 1657 році виходець із Франції відкрив перший «шоколадний будинок» Лондона, де відвідувачам сервірували гарячий шоколад. Якщо вірити романам, саме на гарячому шоколаді зробила собі статки прекрасна Анжеліка.
В 1621 році Голландська Вест-Індська компанія, яка імпортувала какао з Іспанії через порт Амстердама, стала масово продавати невеликі партії контрабандного какао торговцям інших країн. Під час англо-іспанської війни 1655 року іспанці втратили острів Ямайка, де були великі плантації шоколадного дерева. Таким чином, сировинна монополія іспанців була підірвана остаточно.

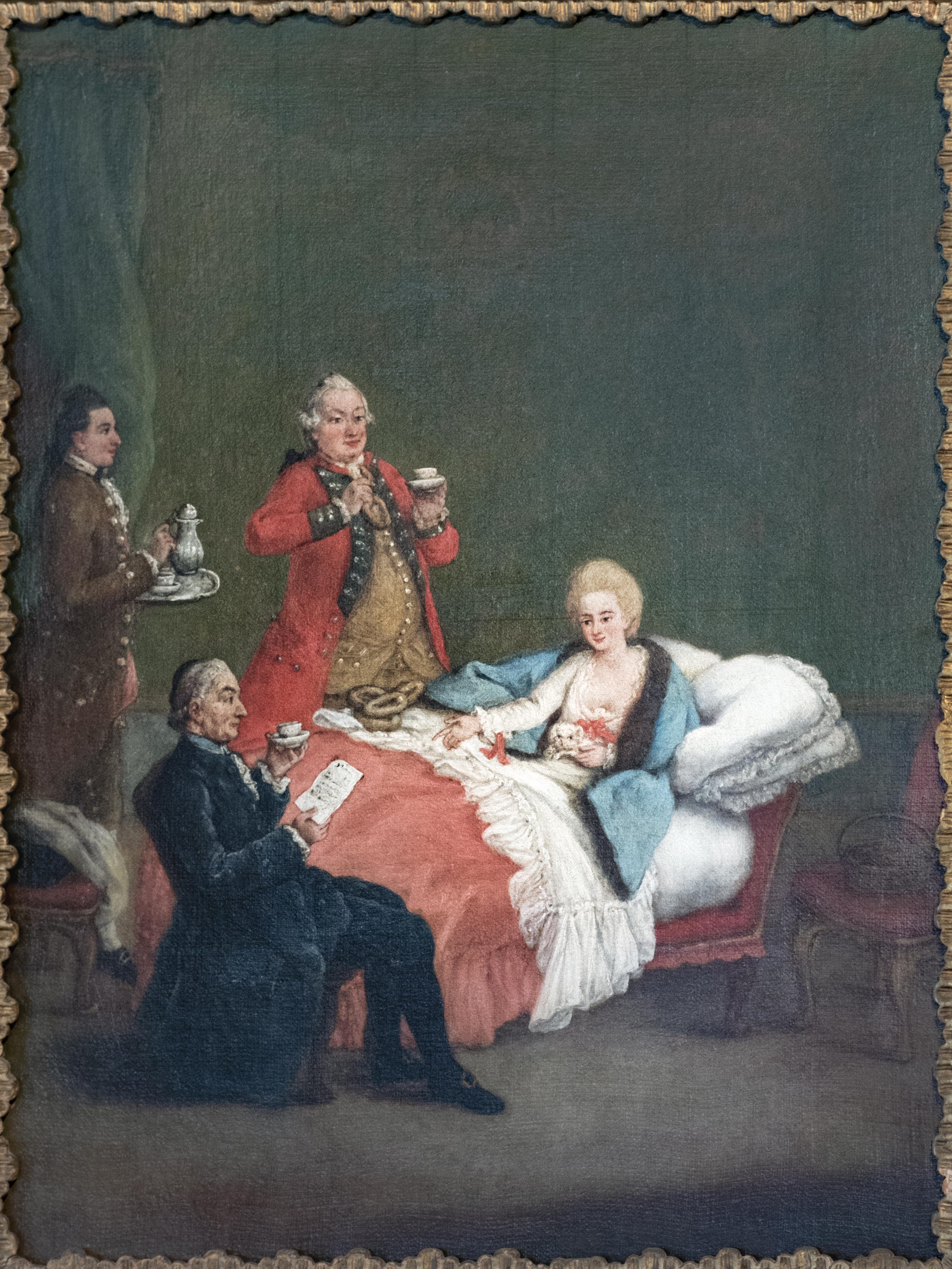
Картина «Ранковий шоколад» венеційця П'єтро Лонгі

Чашка гарячого шоколаду на десерт стала ознакою гарного смаку у вищому суспільстві всієї Європи, знаком достатку та респектабельності. Йому приписувалися різні лікувальні властивості, у тому числі властивості афродизіаку. Символом шоколадної манії тієї епохи досі є картина «Шоколадниця», створена в середині 1740-х років швейцарським живописцем Жаном Етьєном Ліотаром.
Напій виготовлявся з додаванням води та цукру за смаком та бажанням клієнта, оскільки він був дуже дорогим. Його готували у спеціальній посудині з коротким носиком, довгою дерев'яною ручкою та кришкою з отвором для збивання, щоб добре його спінити. Гарячий шоколад був густий і дуже жирний, на його поверхні плавала плівка масла, яку доводилося знімати ложкою. У XVIII столітті шоколад починають пити з філіжанок на блюдцях, щоб не пролити дорогий напій.
Гарячий шоколад був досить міцним, але англійці на Ямайці стали додавати до нього молоко, що надало шоколаду необхідну легкість. З цих пір напій став доступний навіть дітям, хоча ціна продовжувала залишатися вищою, ніж у чаю, що поширювався в ті ж роки по континенту. Однією з причин була дорожнеча тростинного цукру, який було прийнято додавати до шоколаду. Тим не менш, до 1798 року в Парижі налічувалося вже близько 500 шоколадних кафе, а в Англії шоколадні клубні будинки конкурували на рівних з чайними та кавовими салонами.
У північноамериканських колоніях про шоколад дізналися завдяки англійцю Джону Ханнону і доктору Джеймсу Бейкеру, який на паях побудували (1765) першу в Північній Америці шоколадну фабрику. Це масачусетське підприємство дало початок найстарішому виробнику шоколаду в Новому світі — фірмі «Бейкерс».

## Твердий шоколад

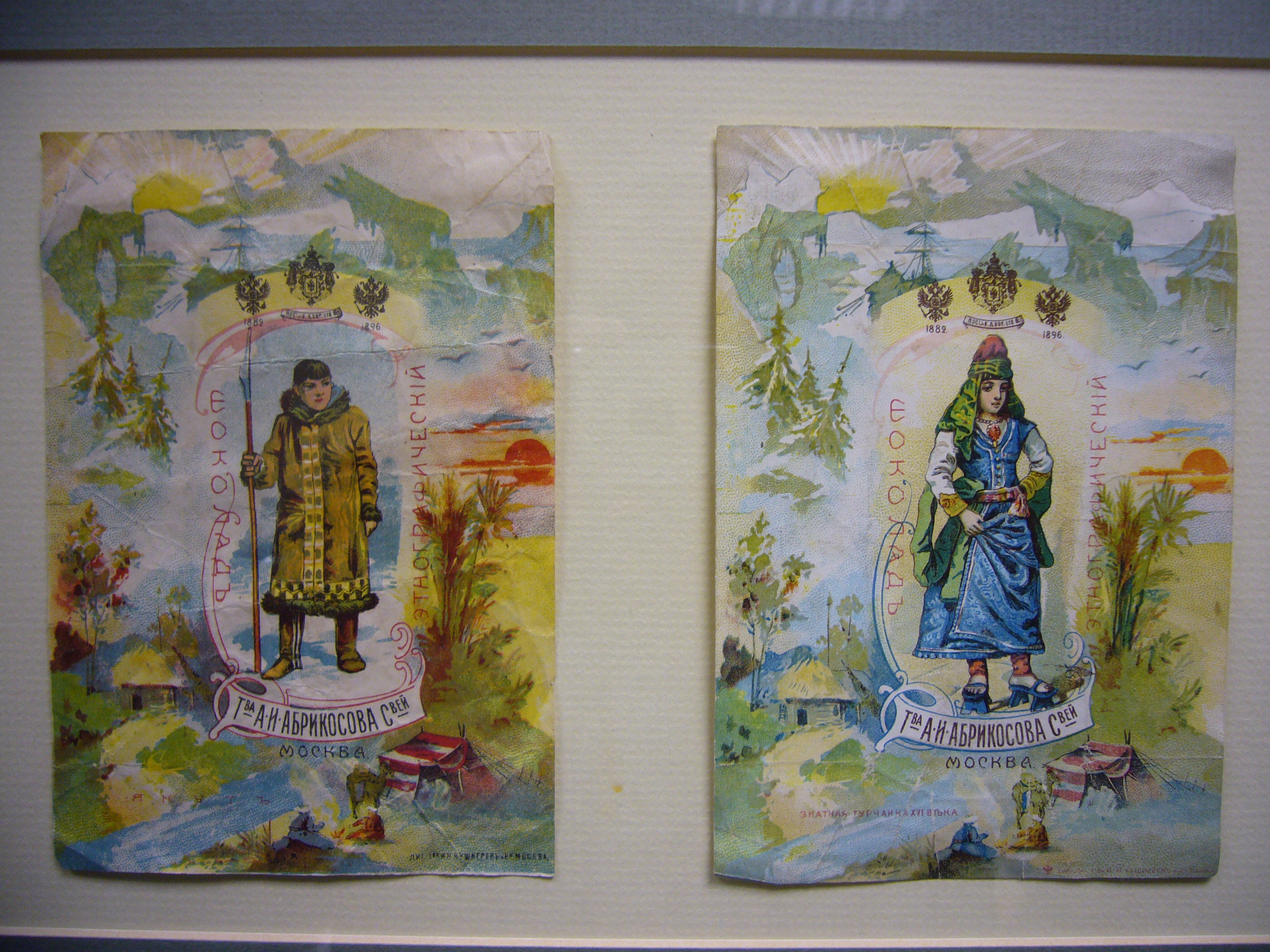
«Этнографический шоколад» фабрики Абрикосова

На початку ХІХ століття голландський хімік Конрад ван Хаутен (1770—1858) зробив революційний винахід. Сконструйований ним прес дозволив віджимати з тертого какао жирне какао-масло. При цьому в пресі залишався пухкий порошок какао, який був не тільки дешевий, але й легко розчинявся у воді та молоці. Додавання отриманої какао-олії в гарячий шоколад дозволило досягти його затвердіння.
Син Гутена, в 1828 запатентував винахід батька, освоїв також алкалізацію какао-бобів, яка вбивала мікроорганізми і істотно продовжувала термін придатності продукту. Так виник сучасний твердий шоколад. Прийнято вважати, що перший плитковий шоколад був вироблений в 1847 на англійській фабриці JS Fry & Sons. У другій половині ХІХ століття плитковий шоколад став витісняти гарячий (рідкий) зі столів європейців. За прийнятою на той час рецептурою, в терте какао з цукром і ваніллю додавали 30–40 % какао-олії.
У 1870-ті роки у Швейцарії було зроблено винаходи, що дозволили швейцарським кондитерам стати лідерами шоколадної промисловості. У 1875 році Даніель Петер з Веве після багатьох невдалих експериментів зумів, додавши до складу компонентів сухе молоко, отримати перший молочний шоколад. Через чотири роки він відкрив з Анрі Нестле підприємство Nestlé, яке спеціалізувалося на виробництві нового продукту. У тому ж році інший швейцарець, Рудольф Ліндт, першим освоїв коншування шоколадної маси, що дозволяє гарантувати однорідність шоколадної маси. Перший білий шоколад надійшов у продаж із фабрики Nestlé у 1930-і роки.
У 1947 році подорожчання шоколаду в Канаді викликало масові протести молоді.

## Шоколад у Росії
При петербурзькому дворі звичай подавати ранками чашечку шоколаду ввела, мабуть, Катерина II. Про її лідера Потьомкіна сучасники писали: «Час до обіду проходив у тому, що він п'ять-шість разів пив то каву, то шоколад, закушуючи шинкою або курчатою» Великим гурманом та любителем шоколаду був і її перший міністр Микита Панін. Менш сановним дворянам XVIII століття напій, як правило, був не дуже доступний, хоча він згадується в мемуарах, скажімо, Болотова.

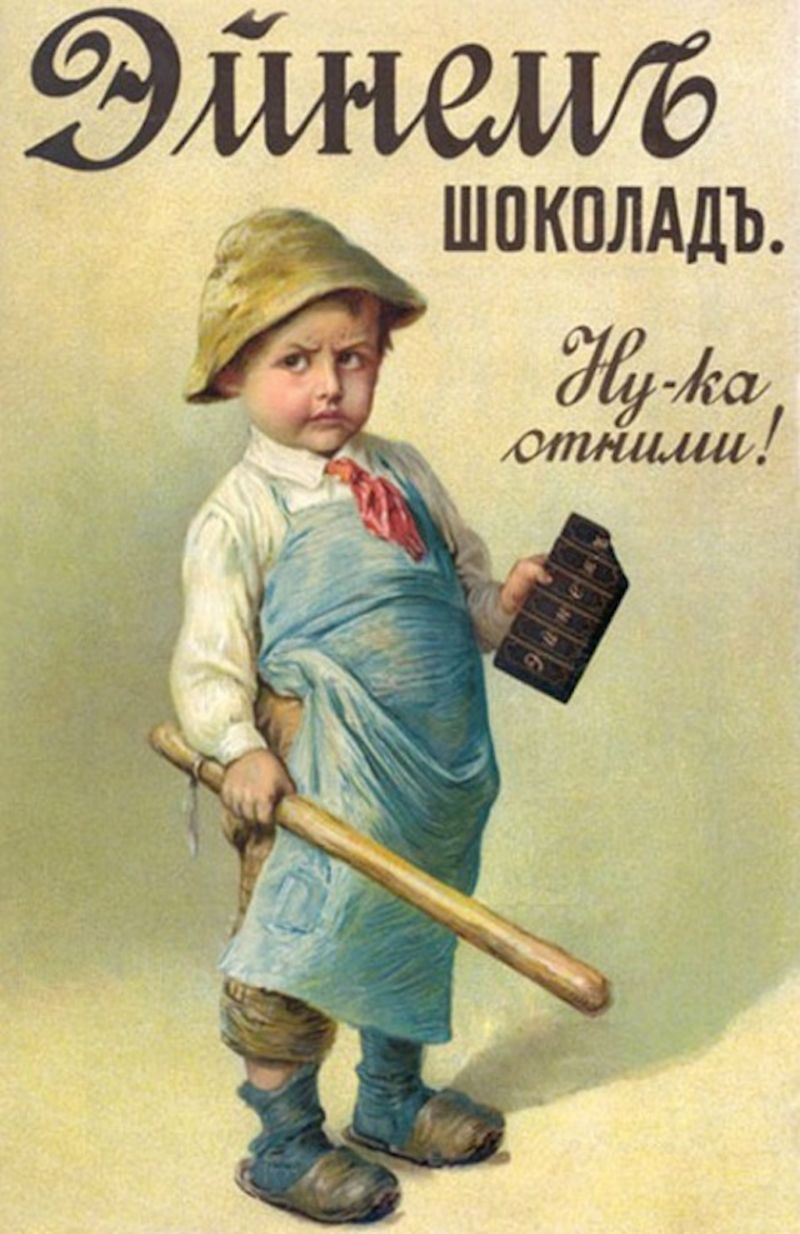
Дореволюційний шоколад фабрики Ейнема

Демократизація гарячого шоколаду відбулася після винаходу Гутеном порошкового какао та появи на ринку дешевого бурякового цукру. Вже у Гоголя гарсон на Невському проспекті «літає, як муха, з шоколадом», чашку шоколаду замовляє в трактирі майор Ковальов, так само як і пан Голядкін у Достоєвського. Дружина чиновника Калиновича у Писемського «з пристойною томністю в особі пила щоранку шоколад і міняла потім, разів зо два і три, свій туалет».
У середині XIX століття шоколад у Росії все ще варили. Дмитро Карамазов, наприклад, «розпорядився, щоб було зварено шоколад на всіх дівок». Подорожуючому Гончарову подавали «товчений дорогий чай, збитий із піною, як шоколад». Тургенєв описує в «Весняних водах» круглому столі, що височить на вкритому чистою скатертиною «величезний порцеляновий кавник, наповнений запашним шоколадом, оточений чашками, графинами з сиропом, бісквітами і булками, навіть квітами».
Твердий шоколад завоював Росію лише в останній третині ХІХ століття. Шоколадними цукерками пригощали своїх дітей уже герої «Анни Кареніної». До кінця XIX століття набули величезної популярності барвисто оформлені набори шоколадних цукерок, що випускалися на фабриках Абрикосова та Ейнема У магазині Абрикосова на кутку Микільської вулиці ласощі начебто шматочків ананаса у шоколаді коштували 2,5 рубля за фунт.
У СРСР шоколад довгий час розглядався як делікатесний та дорогий товар, властивий буржуазному способу життя У книзі «Повстання» (1934) І. Овчаренко саркастично громив «російську буржуазію, що притискала до грудей шматочки шоколаду». Відповідно, асортимент товару тоді був невеликий. Лише на початку 1960-х років радянським урядом було прийнято нову продовольчу програму, в якій особлива увага приділялася створенню масового, доступного за ціною молочного шоколаду. Підсумком роботи радянських кондитерів стала поява на прилавках магазинів у середині 1960-х шоколаду марки «Альонка», названого, за переказами, на честь дочки Валентини Терешкової.